# フェラーリ・365P

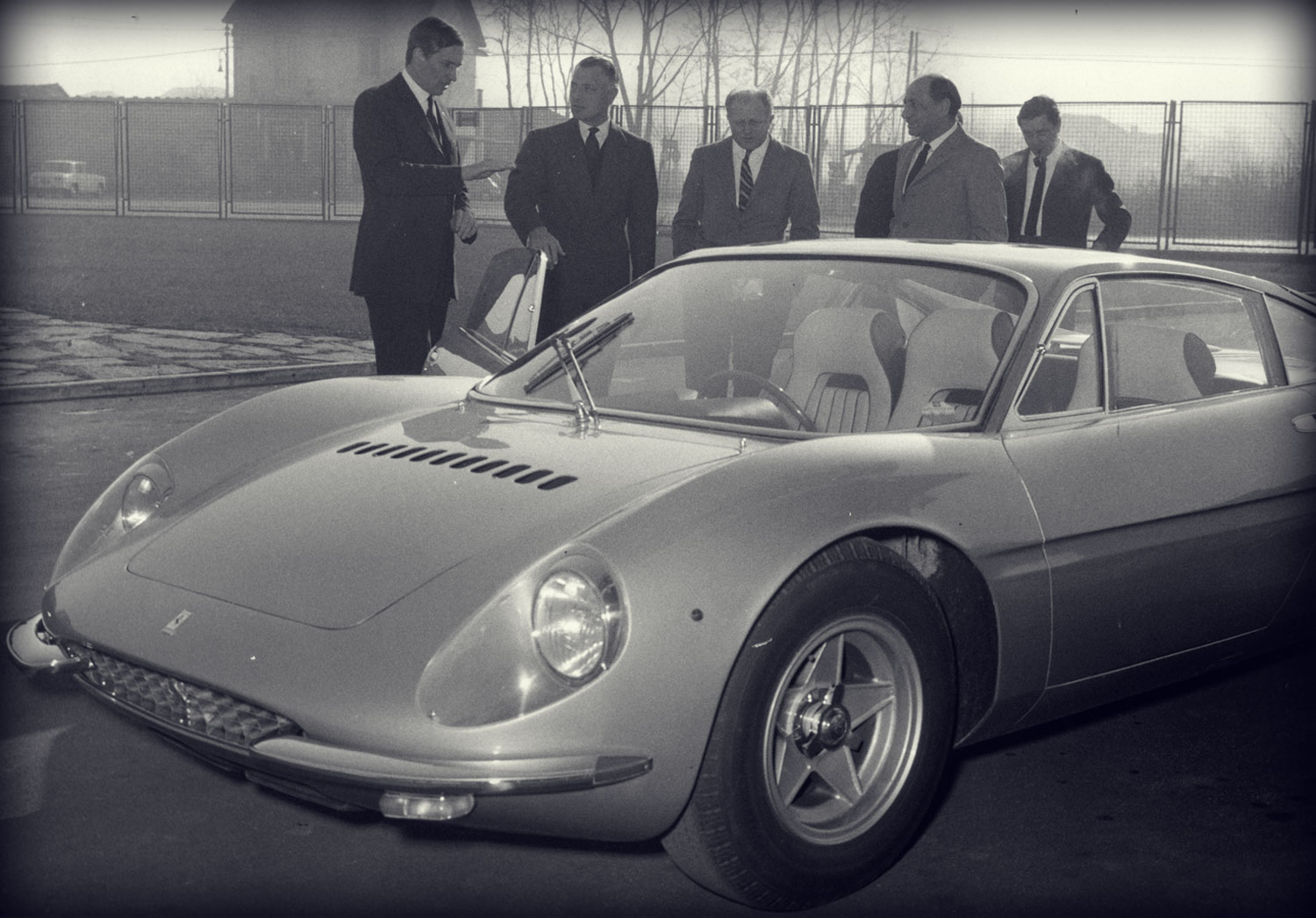
365Pを見るジャンニ・アニェッリ（左から2人目）やセルジオ・ピニンファリーナ（右端）（1966年）

フェラーリ・365P “GUIDA CENTRALE”はフェラーリが開発したコンセプトカーで、2台製造されたことが確認されている。“GUIDA CENTRALE”とはイタリア語で「中央操縦」の意味を持つ。プロトタイプレースカーの同型式車とは別物である。

## コンセプト
“GUIDA CENTRALE”のサブネームが示すように、運転席は中央で、その左右にパッセンジャーシートを配した3シーターレイアウトを採用している。このレイアウトを可能にしたのがミッドシップエンジン化であり、市販化を前提にしたミッドシップカーの習作ともいえる。
GUIDA CENTRALEの開発に当たり、この企画を大いに支持したとされるのが、アメリカでの最大手インポーター（当時）でレースドライバーでもあったルイジ・キネッティである。彼の主張によれば、「イギリスでもフランスでも、右も左も見え、この運転位置が一番自然」と語り、このプロジェクトを推し進めたとされる。
更にもう一人この企画を大いに支持したのが、当時のフィアット社長ジャンニ・アニエッリで、アニエッリはこのクルマを完成前に注文するほど入れ込んでいた。
当時フェラーリの市販車（実際には1970年代に入っても）275GTBやその後の365GTB/4（デイトナ）等、フロントエンジン搭載車が人気を博していた。Pシリーズレースカー等でミッドシップを採用していたが、市販車にはメンテナンス性が良いFRレイアウトで充分と考えていたフェラーリも、時代の流れと、市場における強力なライバルの出現を無視できなかったということであろう。

## 開発
365Pの開発は1966年に始まった。その根幹には同年のジュネーブショーに突如現れたランボルギーニ・ミウラの存在があったとされる。ショーの話題を独占したランボルギーニ・ミウラは、当時のレーシングカーで常識になっていたミッドシップレイアウトを採用していたが、フェラーリは市販車には採用しておらず、GUIDA CENTRALEの発表時にはミウラに対するフェラーリの答えとも言われた。

## 構成
シャーシは鋼管スペースフレームで、250LMのものと設計がよく似ている。車体番号はGT系のシャーシ番号を与えられているため、250LMのシャーシをベースに製作されたと考えられる。エンジンルーム内にわずかに見えるその構成は、エンジンの左右に配置された燃料タンク、フレームの取り回し等、多少差はあるもののLMとほぼ同じである。
ホイールベースは2,600mmで、サスペンションは前後ともダブルウィッシュボーンを採用している。
エンジンは、365のコードが示すとおりボアφ81×ストローク71mm、4390ccの総排気量を持つ60度V型12気筒でそれぞれのバンクに1本ずつカムを持つSOHC2バルブ、6基のウェーバー製キャブレターを搭載したエンジン”TIPO-217”を採用、最高出力は380馬力程度と推測される。
トランスミッションは330P3と同じZF製の5段フルシンクロMT・トランスアクスルを採用した。これは330P3と同じく、自社製のトランスミッション/トランスアクスルが間に合わなかったためと言われる。
ボディデザインはピニンファリーナで、1965年のパリサロンで発表されたディーノ206Sのデザインコンセプトに沿うものが採用されたとされる。実際のボディ架装もピニンファリーナで行われた。
外観上の特徴は1968年に発売されたディーノ・206に大きな影響を与えたとされるほどよく似ている。ポラロイドガラス製ルーフを持ち、湾曲して斜め後方の視界を確保したリアウインド、リアフェンダー直前に開いたエアインテークなど共通点は多い。
コクピット周りは、中央に支点を持つシングルワイパー（プロトタイプカーのものと同じ型）、中央に置かれたメーター（中央には回転計とスピードメーター、油圧計・水温計・油圧計が並び、左右のパネルには電流計・燃料計がそれぞれ付く）、両脇にはダッシュボード上のベンチレーター等全てシンメトリーに配置される。シガーライターも左右につくが、なぜか灰皿は装備されていない。シフトノブは運転席の右側に配置されているがこれは元々左ハンドル圏で使用される前提で作られた結果である。
左右の助手席は運転席より20cmほど後退した位置に配されるが、前輪のタイヤハウスに足元のスペースを制限されるため居住性は良くない。また後退したパッセンジャーシートは、同乗者とのコミュニケーションが取り辛いと推測される。

## “8815”と“8971”
シャシNo.8815は1966年5月13日にピニンファリーナの工房へ送られ架装が開始された。車体色はメタリック・グレーで、サイドにウルトラマリンと黒のストライプが入れられた。
内装はグレーの布張りと黒のレザーでしつらえられた。8815はフィアット社長のアニエッリが購入したため、クラッチペダルのアシスト装置が取り付けられていたとされる。
納車後、アニエッリの注文により後部に大型のスポイラー（ステンレス鋼製）が取り付けられた。これはアニエッリが、高速時の安定性に欠けると指摘したため、ピニンファリーナのデザイナーたちが苦慮した結果、リアに大型のスポイラーを取り付けることで解決した。
シャーシNo.8971は、1966年8月30日にピニンファリーナへ送られ、白の車体色に黒の合成革内装がしつらえてあった。
こちらは1966年10月のパリ・サロンに出品され、トリノ・スペシャルとして脚光を浴びた。いくつかのコンクールに出品された後、ルイジ・キネッティの元に納車された。
キネッティはこのクルマを某国公爵夫人の息子に納車したが、何年か後に買い戻したとされる。
元々ワンオフ製作なので、8825と8917には細かいディテールに差異がある。フロントバンパーのターンランプ、ヘッドランプカバー、グリル等に差異が見られる。